# 婚姻を伴わない性交
婚姻を伴わない性交（こんいんをともなわないせいこう）とは、配偶者ではない相手方との性交渉を言う。現代日本においては、これに該当する性交渉の全てを包括する概念は存在せず、完全に対応する語も無い。
強いて言えば、対応する語として「密通」や「私通」が挙げられるが、「密通」については、辞書には一般に「密かに行う性交渉」と定義されている。「婚姻を伴わない性交」には、公然と行われる性交渉も含まれる。また、「私通」は既にほとんど死語である。